# 齊藤勇 (心理学者)
齊藤 勇（さいとう いさむ、1943年7月27日 - ）は、日本の心理学者。立正大学名誉教授、文学博士。

## 経歴
山梨県生まれ。山梨県立甲府第一高等学校卒業。1972年、早稲田大学大学院文学研究科博士課程修了。1978年、1986年、カリフォルニア大学留学。1972年立正大学教養部講師、1975年同助教授、1981年同教授、1995年同文学部教授、2002年同心理学部教授。 
2006年7月～9月（夏休み期間を除く）に「笑っていいとも!」（フジテレビ系列）木曜日に出演。以前は「それいけ!ココロジー」（読売テレビ）にも出演していた。
2014年3月で定年退職し、現在は立正大学心理学部対人・社会心理学科の非常勤講師を務めている。大阪経済大学客員教授。ミンダナオ国際大学客員教授。日本ビジネス心理学会会長。

## 著作リスト
- 対人関係入門 図式でみる対人行動と対人感情の心理学 総合労働研究所 1981.12
- 好きと嫌いの人間関係 対人感情の心理学入門 エイデル研究所 1985.1 「好き・嫌いの心理学」ワニ文庫
- 対人心理の分解図 誠信書房、1986
- 人間関係の分解図 誠信書房 1987.11
- 好きになる・させる心理学 恋人づくり・仲間づくりの方法 日本実業出版社 1988.11
- 自己表現上達法 講談社現代新書 1989.8
- やる気になる・させる心理学 心にエンジンをかける67の方法 日本実業出版社 1990.1
- 人を動かす心理学―対人関係66の法則 PHP研究所 1990.6 「相手を動かす心理学」文庫
- 対人感情の心理学 誠信書房 1990.10
- 恋愛の心理学 ハートをつかむ“愛キャッチ"術 サンマーク出版 1990.11 「恋によく効く心理学」文庫
- 恋と心の相談室 女子中学生と50のQ&A PHP研究所 1991.3
- 嫌いな人とどうつきあうか 大人の人間関係はこれで決まる ダイヤモンド社 1991.5 のちPHP文庫
- 相手をどう読み自分をどう見せるか 対人心理学入門 日本実業出版社 1991.6
- 心理ゲーム恋愛編 ネスコ 1991.12 「心理ゲーム愛情編」文春文庫
- 心理ゲーム愛情編 ネスコ 1992.5 のち文春文庫
- ちょっと大人のココロジー 理論編 ブックマン社 1992.11
- 人間関係の原理・原則 つき合いの達人になる! 総合法令 1993.1
- 60秒心理トラベル ココロの奥まで一直線!ベストセラーズ 1993.2 ワニ文庫
- ココロジー教授の恋愛処方箋 あなたが恋に迷ったら PHP研究所 1993.3
- 斉藤教授の好きにさせる心理スキル 女と男の微妙なココロジー 主婦と生活社 1993.4
- 初対面に強くなる心理学 三笠書房 1993.6 知的生きかた文庫
- 愛するココロ愛されるココロ―「恋縁」をいかす心理学 佼成出版社 1993.6 「素直に好きと言える心理学」成美文庫
- 心の不思議館 心理絵画テスト 学習研究社 1993.6
- 環境社会心理学プロローグ 入門・都市生活の人間関係 川島書店 1993.6 「もっとラクに生きられる人間関係の心理学」成美文庫
- ヒトを成功させる「ココロ」学 ビジネス・ライフを豊かにする「やる気」の出し方・つくり方 自信を持ち、やる気のある人生をつくる楽しい方法をアドバイス! 実業之日本社 1993.12 [グズな人がやる気を起こす心理」成美文庫
- 結婚と恋愛の心理学 三笠書房知的生き方文庫 1993
- 心理学の基本のすべてがわかる本。総合法令 1994.2
- 「必ずイエスといわせる心理学」三笠書房知的生きかた文庫、1994
- インスピレーションが湧く104の方法 ひらめく瞬間の心理学的研究 乃木坂出版 1995.10
- カラー心理テスト あなたの心はどんな色? ワニ文庫 1995.10
- 夢の心理診断―昨日の夢は何をあらわしているのか? (ワニ文庫) 1996.4
- イラストレート心理学入門 誠信書房 1996.4
- 自分探しの心理ゲーム もう一人のワタシに出会える 南雲堂 1996
- 60秒心理トラベル〈2〉「新しい私」を見つける旅 (ワニ文庫ベストセラーズ) 1997.1
- 心理分析ができる本 仕事・恋愛・人間関係 三笠書房 1997.9 知的生きかた文庫
- 自分探しの超・心理ゲーム―ココロの迷路で楽しく遊ぶ本 (KAWADE夢文庫) 1997.12
- ひらめく人には理由がある 日本教文社 1998.6
- 人はなぜ、足を引っ張り合うのか 自分の幸福しか考えない人間がいる プレジデント社 1998.8
- 人間関係はがんばらないほどうまくいく 職場の悩みを解消する心理テスト PHP研究所 1998 「前向き力」が身につく本」成美文庫
- 好きと嫌いの心理トリック 三笠書房 1998 (知的生きかた文庫)
- 嫌な人とうまくつきあう心理学 逃れられない職場の人間関係、どうしよう? 1998 (KAWADE夢新書)
- 一人前の男になれる対人心理学 講談社 1999
- いい相性悪い相性になる秘密 ちょっとしたことで変わる“その人と自分"の関係 青春出版社 1999 (プレイブックス)
- 人の心のウラがわかる心理学講座 いい人間関係を育てる115の秘訣 成美文庫 1999
- 天使の夢事典 大和書房 2000
- イラストレート人間関係の心理学 誠信書房 2000
- 好かれる心理嫌われる心理 三笠書房 2000.7 知的生きかた文庫
- 一枚の絵ですべてがわかる深層心理ゲーム 日本文芸社 2000.8
- やさしい男(カレシ)の「本心」が見抜ける本 恋愛心理50の不思議 大和書房 2000
- 人の心がよくわかることわざ心理分析 ことわざが語る愛と仕事と人間関係 成美文庫 2001
- 自信をもって生きられる77の心理法則 仕事もプライベートもラクな心でこなす 2001 KAWADE夢新書
- 自己チュウにはわけがある 対人心理学で分かったこと 2001 (文春新書)
- 言うこととやることがあまりに違う人 講談社 2001 「うちの上司はなぜ言うこととやることが違うのか」日経ビジネス人文庫
- 「説得の心理戦」に絶対勝つ法則 説得能力が仕事を成功に導く! 2001 (成美文庫)
- 人はなぜ悪口を言うのか? 毎日新聞社 2002
- ヒューマンリレーション・コンピテンシーの「威力」思わず「ついていきたくなる」上司の研究 プレジデント社 2002.9
- 恋が叶う女叶わない女 愛に迷ったときに読む55の心理レッスン ベストセラーズ 2002
- 5分間心理学 三笠書房 2002
- 夢分析事典 真実の自分が見えてくる 夢の意味を正しく解読する 成美堂出版 2002
- 嫌われてしまえば、ラクになる! 人間関係「見切り」の心理学 ダイヤモンド社 2002
- 図解雑学 人間関係の心理学 ナツメ社 2002.12
- 会社は好きなことをするためにある 「働く」から苦しい、「天職」なら楽しい 中経出版、2003 「「好きな仕事」で楽しく生きる本」文庫
- なかなか決められない! 損な人たちの心理分析 「裏心理」がわかればグズはなおる 大和書房 2003
- 人はなぜ足を引っ張り合うのか―自分の幸福しか考えない人間がいる プレジデント社 2004.4
- PCN症候群(先延ばし癖)を治せば、就職はうまくいく! 学習研究社 2006.9
- 図解雑学 世の中がわかる!社会心理学 ナツメ社 2006.10
- 日本人の自己呈示の社会心理学的研究―ホンネとタテマエの実証的研究 誠信書房 2006.11
- 図解 心理分析ができる本 三笠書房 2006.12
- 「自分探し」の超・心理ゲーム―ココロの迷路で楽しく遊ぶ本 河出書房新社、2007
- なぜか仕事がうまくいく人の図解 ビジネス「心理」テクニック PHP研究所、2007
- 部下は上司を選べない。―だから上司をうまく使え! PHP研究所、2007
- 人間関係の心理学―人づきあいの深層を理解する 培風館、2008
- 板ばさみの人間関係から抜け出す技術―いきづまったとき解決できる心理学 こう書房、2008
- 人をトリコにする技術 人生の90%がうまくいく対人心理学 講談社プラスアルファ新書、2008
- 図解雑学 見た目でわかる外見心理学 ナツメ社、2008
- 恋愛の心理学 ぶんか社、2009
- 面白くてよくわかる!社会心理学―学校、職場、家族で、よりよい人間関係を築く大人の教科書 アスペクト 2009.5
- 面白くてよくわかる!恋愛心理学―心に隠された「恋愛の法則」が見えてくる大人の教科書 アスペクト 2009.3
- 「あまり人とかかわりたくない」人のための心理学 PHP研究所、2009
- 本当の自分を映す魔法の心理テスト―深層心理で読み解くあなたの本音と真実 日文新書PLUS 2010
- 人には言えない…大人の心理テスト 日文新書PLUS 2010

## 共編著
- 心理学 井上隆二、山下富美代共著 前野書店 1977.6
- 人間関係の心理学 誠信書房 1983.6
- 対人心理学トピックス100 誠信書房 1985.9
- 欲求心理学トピックス100 誠信書房 1986.10
- 感情と人間関係の心理 その25のアプローチ 川島書店 1986.4
- 対人社会心理学重要研究集 1-7 川名好裕共編 誠信書房 1987-1999
- 図説心理学入門 誠信書房 1988.5
- 心理学ビギナーズ・トピックス100 誠信書房 1989.3
- 脳と心のトピックス100 堀忠雄共編 誠信書房 1989.11
- 学力アップの心理学 記憶力・創造力・集中力を伸ばす!! 誠信書房 1990.10
- ラブラブ大作戦 Deザ・心理ゲーム You can do it! 大西Q共著 メディアファクトリー 1992.8
- 脳生理心理学重要研究集 1-2 堀忠雄共編 誠信書房 1992-1995
- 機嫌の直し方 ネスコ 1993.5 「ご機嫌の直し方」
- 経営産業心理学パースペクティブ 藤森立男共編 誠信書房 1994.6
- 会社の人間関係のすべてがわかる本。青木智子共著 総合法令出版 1995.2
- 経営心理学トピックス100 藤森立男共編 誠信書房 1995.3
- ザ・心理ゲーム Let's try! アナタは誰?編 大西Q共著 青春文庫 1996.5
- ザ・心理ゲーム Let's try! 恋ってなに?編 大西Q共著 青春文庫 1996.5
- ラブラブ心理ゲーム ちょっぴりエッチ編 大西Q共著 青春文庫 1996.9
- ラブラブ心理ゲーム ひみつのアナタ編 大西Q共著 青春文庫 1996.9
- ミラクル心理ゲーム 大西Q共著 青春出版社 1997.9
- 人間関係学トピックス100 誠信書房 1997
- 人間関係の中の自己 菅原健介共編 誠信書房 1998 (対人社会心理学重要研究集)

## 翻訳
- イロボリン・ノー 忘れたはずのあなた キム・ユンヒ キム・ソンウン共訳 乃木坂出版 1995.6
- 「困った人」に困らされない法 あなたを救う処方箋 リック・ブリンクマン, リック・カ-シュナ 竹原遥子共訳 ダイヤモンド社 1997
- グズの人にはわけがある リンダ・サパディン, ジャック・マガイヤー ネスコ 1998 のち文春文庫
- あなたの隣にいる15人の「問題の多い」人たち―“人間関係”をシンプルにする心理学 レイ・パロット 三笠書房 1999.6
- やさしさの法則 人と人との心をつなぐ ギャビン・ウィトセット 山村宜子共訳 ダイヤモンド社 1999
- ダメ男から上手に逃げる法 ジェイ・カーター ネスコ 1999
- 8分間で幸せになる法 サイモン・レイノルズ PHP研究所 1999.5
- 問題上司―「困った上司」の解決法 ハーヴィー・ホーンスタイン プレジデント社 2000.11
- 性格は変えられない、それでも人生は変えられる エリス博士のセルフ・セラピー アルバート・エリス ダイヤモンド社 2000
- 相手を思いのままに「心理操作」できる!―常に自分が優位に立つための「応用力」デヴィッド・リーバーマン 三笠書房、2001 「相手を“思いのまま”に動かす心理術」知的生きかた文庫
- 自分を見失いがちな世界でグラつかない生き方を選ぶ本 ほんとうに大事なことにイエスと言う リック・カーシュナー、リック・ブリンクマン ダイヤモンド社 2001

## 監修
- 買わせる心理学 相手に気づかれず「その気」にさせる技術 宝島社 2016
- 図解 心理学用語大全 誠文堂新光社 2020